# Utah Data Center

„Utah Data Center“-Panorama (April 2014)

Das Utah Data Center bei Camp Williams in der Stadt Bluffdale (südlich von Salt Lake City, Utah) ist ein US-amerikanisches Rechenzentrum, das seit 2011 vom United States Army Corps of Engineers für die National Security Agency errichtet wurde und seit Ende 2013 in Betrieb ist. Seine offizielle Bezeichnung lautet Intelligence Community Comprehensive National Cyber-Security Initiative Data Center. Während der Bauphase lautete die Projektbezeichnung Bumblehive/IC CNCI Data Center 1.
Das Utah Data Center wird seit der NSA-Affäre verdächtigt, der weltweiten Massenüberwachung zu dienen.

## Betreiber und Zweck
Die National Security Agency ist Betreiber der Einrichtung, welche die Comprehensive National Cybersecurity Initiative (CNCI) unterstützen soll. Die NSA bestreitet, die Anlage zur Speicherung privater E-Mails von US-Bürgern nutzen zu wollen.
Bereits im März 2012 vertrat das US-Magazin Wired die Ansicht, wonach das Utah Data Center nicht nur die Aufgabe haben werde, große Teile der gesamten Internetkommunikation zu speichern, sondern darüber hinaus eine enorme Rechengeschwindigkeit zum Knacken aufwendiger Verschlüsselungsverfahren, wie dem Advanced Encryption Standard (AES), erhalten werde. Die Eröffnung des Rechenzentrums war laut Wired für September 2013 geplant. Im September 2013 meldeten einige Medien die Inbetriebnahme der Einrichtung, die aber von der NSA nicht bestätigt wurde. Auch soll es wiederholt zu technischen Komplikationen gekommen sein.
Das Utah Data Center erhält unter anderem Daten vom Kunia Regional SIGINT Operations Center, von NSA Texas auf der Lackland Air Force Base in San Antonia, von NSA Georgia im Fort Gordon in Augusta, Georgia, von der Aerospace Data Facility auf der Buckley Air Force Base, Colorado, und anderen Horchposten im US-amerikanischen In- und Ausland.

## Technik und Ausstattung

Grundriss des Utah Data Center

Die künftige technische Ausstattung der Anlage unterliegt der Geheimhaltung. Bekannt ist, dass die Einrichtung rund 65 Megawatt elektrische Leistung benötigen wird. Der Bau des Utah Data Centers kostet 1,7 Milliarden Dollar. Dort sollen rund 200 Techniker arbeiten. Das gesamte Gelände ist annähernd 93.000 Quadratmeter groß.
Welche Leistungsfähigkeit die Anlage haben wird, ist bei Fachleuten umstritten. Der NSA-Journalist James Bamford sagte im Guardian:

„It’s basically a hard-drive. It’s also a cloud, a warehouse. It'll be storing not just text and audio but pictures and video. There’s a lackadaisical attitude to this. People pay no attention until it’s too late.“

„Es ist im Grunde eine Festplatte. Es ist auch eine Cloud, eine Datenbank. Es wird nicht nur Texte und Audiodaten, sondern auch Videos und Bilder speichern. Demgegenüber besteht Desinteresse. Die Öffentlichkeit nimmt davon keine Notiz, bis es zu spät ist.“

Der prognostizierte Speicherplatz der Anlage variiert je nach Angaben zwischen einem Yottabyte (siehe Spiegel – das entspräche beim genannten Anlagenpreis ca. 0,17 cent pro Terabyte), 5 Zettabyte oder nur ca. 3–12 Exabyte (siehe Forbes etc. mit einem Preis von ca. 170 Dollar pro Terabyte). Umgerechnet auf die Weltbevölkerung entspräche dies einem Datenvolumen von etwa 0,38 Gigabyte bis etwa 125 Terabyte pro Person.
Im britischen Guardian wurde der Ex-NSA-Mathematiker William Binney am 14. Juni 2013 mit der Aussage zitiert, die Computer des Data Centers würden voraussichtlich eine Speicherrate von 20 Terabytes pro Minute leisten – das entspräche dem Gesamtbestand der Kongress-Bibliothek der Vereinigten Staaten (zweitgrößte Bibliothek der Welt mit 31 Millionen Büchern, 12 Millionen Fotos etc.) jede Minute. Der Datendurchsatz des Internet-Knotens DE-CIX betrug im bisherigen Spitzenwert ca. 25,5 TB/Min. – gemessen im Januar 2015 mit 3,9 Tb/s. Laut Wired soll das Data Center zunächst mit einem Cray Jaguar XK6 Titan-Supercomputer arbeiten, bevor schnellere Supercomputer zur Verfügung stehen.

## Standort

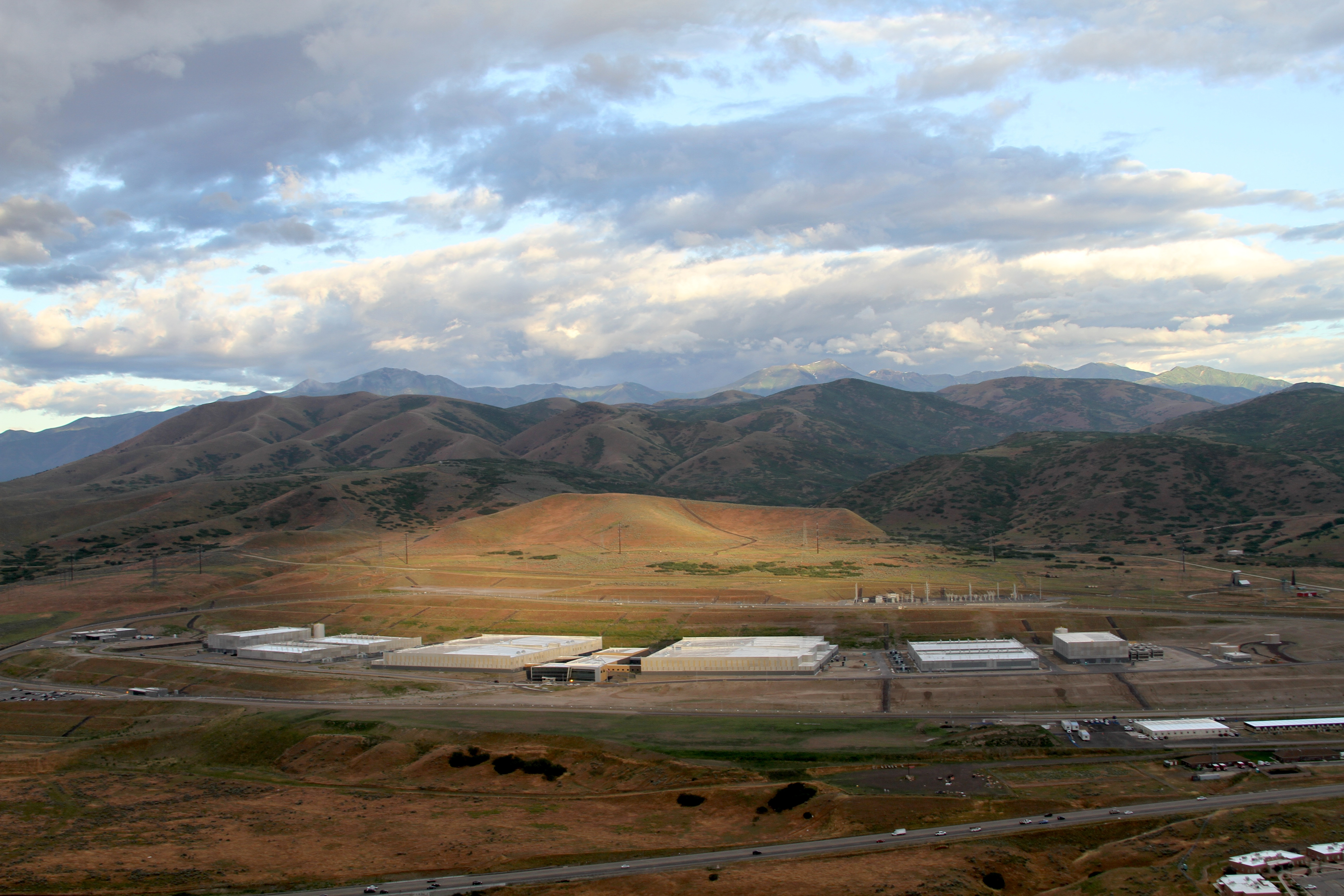
„Utah Data Center“ aus der Luft (Juni 2014)

Laut Spiegel-Informanten lag die Wahl als Standort des UDC inmitten des Bundesstaates Utah nahe, da die Mehrheit der dortigen Bevölkerung Mormonen sind, welche als besonders patriotisch gelten.
An der University of Utah wurde ein Programm aufgesetzt, durch das Studenten darin ausgebildet werden, große Rechenzentren zu verwalten. Im ersten Jahr sind 20 Studenten für die Zusatzausbildung vorgesehen.
Am 27. Juni 2014 haben sich Greenpeace, die Electronic Frontier Foundation und das Tenth Amendment Center zu einer gemeinsamen Aktion zusammengetan, bei der sie mit einem Luftschiff über das Rechenzentrum geflogen sind. Damit wurde eine neue Internetseite beworben, die US-amerikanische Politiker auffordert, sich gegen die Überwachung im Internet einzusetzen. Ein aus dem Luftschiff geschossenes Bild des UDC, hat die EFF in der Public Domain Lizenz veröffentlicht.